# Ruta Provincial 19 (Santa Cruz)
La Ruta Provincial 19 es una carretera de Argentina que comienza como un empalme de la Ruta Nacional 40 al sudoeste de la provincia de Santa Cruz. Su recorrido total es de 35 kilómetros, de los cuales su totalidad es de tierra natural. Teniendo como extremos la Ruta Nacional 40 al este y el Campo de hielo Patagónico Sur de la Cordillera de los Andes al oeste.
La ruta bordea la costa norte del Lago Argentino. El camino es un itinerario para turismo aventura, siendo mayormente tránsito por vehículos 4x4.